# Pseudoleptonema quinquefasciatum
Pseudoleptonema quinquefasciatum är en nattsländeart som först beskrevs av Martynov 1935.  Pseudoleptonema quinquefasciatum ingår i släktet Pseudoleptonema och familjen ryssjenattsländor. Inga underarter finns listade i Catalogue of Life.